# 集市广场 (布鲁日)

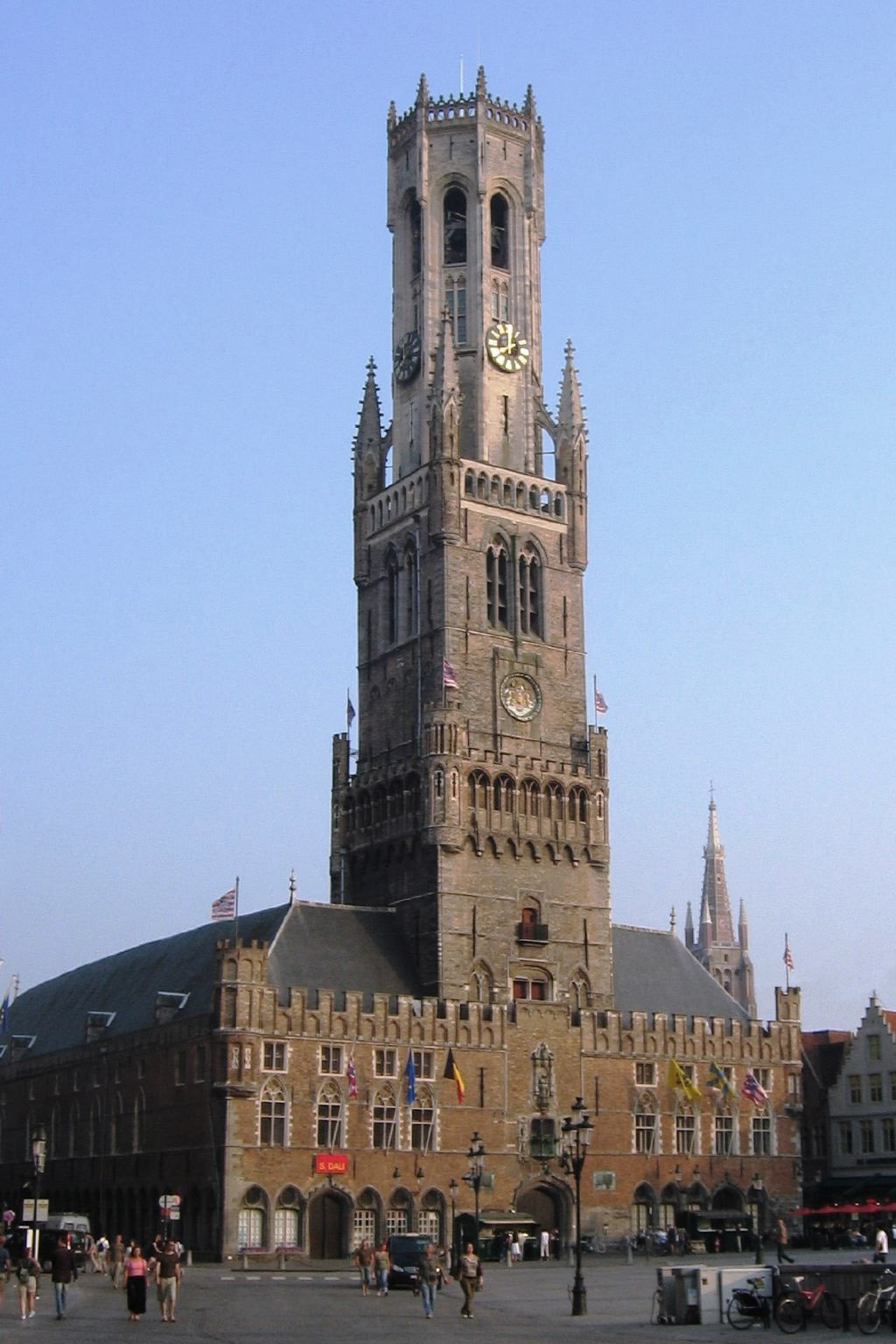
布鲁日钟楼

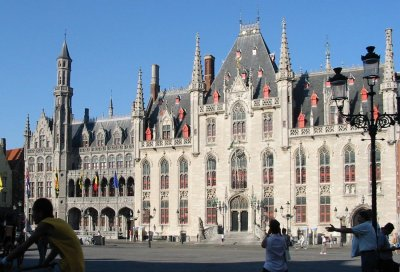
省宫

集市广场，本名市场（荷蘭語：Markt），亦称大市场（Grote Markt），位于比利时布魯日旧城的中心，占地约1公顷。集市广场周围的历史亮点包括南侧12世纪的钟楼和省宫（原为水厅，在1787年被拆除，代之以一座古典主义建筑，自1850年起充作省政府宫，1878年大火后，于1887年重建为新哥特式风格）。在集市广场的中央，矗立着扬·布雷德尔和彼得·德科宁克的雕像。
1995年，集市广场全面整修，移除集市广场上的停车场。整修后的集市广场在1996年重新开放，赫尔穆特·洛蒂举行了音乐会。在圣诞节那里设有圣诞溜冰场。集市广场周围开设咖啡馆，餐馆和商店。

## 外部連結
- Live WebCam （页面存档备份，存于）

51°12′31″N 3°13′28″E / 51.2085°N 3.22444°E